# Psalistops melanopygius
Espèce
Synonymes
- Epipedesis montigena Simon, 1889
- Psalistops montigena (Simon, 1889)
- Psalistops tigrinus Simon, 1889
- Psalistops zonatus Simon, 1889

Psalistops melanopygius est une espèce d'araignées mygalomorphes de la famille des Theraphosidae.

## Distribution
Cette espèce est endémique du Venezuela.

## Description
La carapace de la femelle holotype mesure 10 mm de long sur 7,7 mm et l'abdomen 12 mm de long sur 9 mm.
Le mâle décrit par Mori et Bertani en 2020 mesure 10,53 mm et la femelle 17,87 mm.

## Publication originale
- Simon, 1889 : « Arachnides. Voyage de M. E. Simon au Venezuela (décembre 1887-avril 1888). 4e Mémoire. » Annales de la Société Entomologique de France, sér. 6, vol. 9, p. 169-220 (texte intégral).